# Integrální obraz

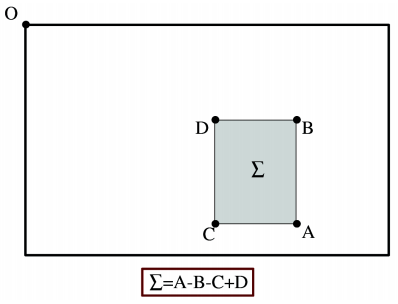
Výpočet hodnoty plochy vymezenou vrcholy A, B, C a D v integrálním obraze.

Integrální obraz je způsob digitální reprezentace obrazu tak, že každý bod {\displaystyle x\,\!} představuje součet hodnot předchozích pixelů doleva a nahoru. Tedy pravý spodní bod obsahuje součet všech pixelů obrázku.
Matematický zápis integrálního obrazu {\displaystyle I_{\Sigma }({\textbf {x}})}, kde {\displaystyle {\textbf {x}}=(x,y)^{T}} je pozice v integrálním obraze a {\displaystyle I(i,j)\,\!} představuje vstupní obrázek.
{\displaystyle I_{\Sigma }({\textbf {x}})=\sum \limits _{i=0}^{i\leq x}\sum \limits _{j=0}^{j\leq y}I(i,j)}